# Drepanepteryx
Drepanepteryx is een geslacht van insecten uit de familie van de bruine gaasvliegen (Hemerobiidae).

## Soorten
Deze lijst van zeven soorten is mogelijk niet compleet.
- Drepanepteryx algida (Erichson in Middendorff, 1851)
- Drepanepteryx calida (Krüger, 1922)
- Drepanepteryx falculoides Walker, 1860
- Drepanepteryx fuscata Nakahara, 1960
- Drepanepteryx phalaenoides (Linnaeus, 1758)
- Drepanepteryx punctata (Okamoto, 1905)
- Drepanepteryx resinata (Krüger, 1922)